# Poothakkulam
Poothakkulam es una ciudad censal situada en el distrito de Kollam en el estado de Kerala (India). Su población es de 29447 habitantes (2011). Se encuentra a 14 km de Kollam y a 51 km de Trivandrum.

## Demografía
Según el censo de 2011 la población de Poothakkulam era de 29447 habitantes, de los cuales 13276 eran hombres y 16171 eran mujeres. Poothakkulam tiene una tasa media de alfabetización del 92,34%, inferior a la media estatal del 94%: la alfabetización masculina es del 95,02%, y la alfabetización femenina del 90,19%.